# Identidades de Green
As identidades de Green formam um conjunto de três igualdades vetoriais envolvendo integrais.

## Enunciado
Seja {\displaystyle U\,} um conjunto aberto limitado de {\displaystyle \mathbb {R} ^{n}} com fronteira {\displaystyle \partial U\in C^{1}\,}. Se {\displaystyle u,v\,\in C^{2}({\overline {U}})\,}, então:
1. {\displaystyle \int _{U}\Delta udx=\int _{\partial U}{\frac {\partial u}{\partial \nu }}dS\,}
2. {\displaystyle \int _{U}Du\cdot Dvdx=-\int _{U}u\Delta vdx+\int _{\partial U}{\frac {\partial v}{\partial \nu }}udS\,}
3. {\displaystyle \int _{U}(u\Delta v-v\Delta u)dx=\int _{\partial U}({\frac {\partial v}{\partial \nu }}u-{\frac {\partial u}{\partial \nu }}v)dS\,}

onde {\displaystyle \nu \,} é o vetor unitário exterior normal.

## Primeira identidade de Green[1]
Essa identidade é derivada do teorema da divergência aplicada ao campo vetorial {\displaystyle F=\psi \nabla \varphi } e usando a identidade {\displaystyle \nabla (\varphi X)=\nabla \varphi X+\varphi \nabla X} onde {\displaystyle \varphi }e {\displaystyle \psi }são funções escalares definidas em alguma região {\displaystyle U\subset R^{d}}, e supondo que {\displaystyle \varphi }é duas vezes continuamente diferenciável, e {\displaystyle \psi }é uma vez continuamente diferenciável. Então:
{\displaystyle \int _{U}(\psi \nabla \varphi +\nabla \psi \nabla \varphi )dV=\oint _{\partial U}\psi (\nabla \varphi n)dS=\oint _{\partial U}\psi \nabla \varphi dS}
onde {\displaystyle \Delta \equiv \nabla ^{2}}é o operador laplaciano, {\displaystyle \partial U}é a limite da região {\displaystyle U}, n é a unidade normal que aponta para fora dos elementos de superfície {\displaystyle dS}e {\displaystyle dS}é o elemento de superfície orientada.
Esse teorema é um caso especial do teorema da divergência, e é essencialmente equivalente dimensional superior da integração por partes com {\displaystyle \psi } e o gradiente de {\displaystyle \varphi }substituindo {\displaystyle u} e {\displaystyle v}.
Note que a primeira identidade de Green acima é um caso especial da identidade geral derivado do teorema da divergência substituindo {\displaystyle F=\psi \Gamma ,}
{\displaystyle \int _{U}(\psi \nabla \Gamma +\Gamma \nabla \psi )dV=\oint _{\partial U}\psi (\Gamma n)dS=\oint _{\partial U}\psi \Gamma dS.}

## Segunda identidade de Green
Se  {\displaystyle \varphi } e {\displaystyle \psi } forem ambos duas vezes continuamente diferenciáveis em {\displaystyle U\subset R^{3}}, e {\displaystyle \varepsilon } uma vez continuamente diferenciável, é possível escolher {\displaystyle F=\psi \varepsilon \nabla \varphi -\varphi \varepsilon \nabla \psi } para obter
{\displaystyle \int _{U}[\psi \nabla (\varepsilon \nabla \varphi )-\varphi \nabla (\varepsilon \nabla \psi )]dV=\oint _{\partial U}\varepsilon (\psi {\partial \phi  \over \partial n}-\varphi {\partial \psi  \over \partial n})dS.}
Para o caso especial de {\displaystyle \varepsilon }= 1 em todo {\displaystyle U\subset R^{3}}, então,
{\displaystyle \int _{U}(\psi \Delta \varphi -\varphi \Delta \psi )dV=\oint _{\partial U}(\psi {\partial \varphi  \over \partial n}-\varphi {\partial \psi  \over \partial n})dS.}
Na equação acima, ∂φ/∂n é a derivada direcional de {\displaystyle \varphi }na direção do normal n apontada fora para o elemento de superfície {\displaystyle dS},
{\displaystyle {\partial \varphi  \over \partial n}=\nabla \varphi n=\nabla n\varphi .}
Em particular, essa demonstração do Laplaciano auto-adjunto no produto interno de {\displaystyle L^{2}} para funções desaparecendo nos limites.

## Terceira identidade de Green
A terceira identidade de Green deriva da segunda identidade ao escolher {\displaystyle \varphi =G}, onde a função {\displaystyle G}de Green é considerada uma solução fundamental do operador de Laplace {\displaystyle \Delta }. Isso significa que:
{\displaystyle \Delta G(x,\eta )=\delta (x-\eta .)}
Por exemplo, em {\displaystyle R^{3}}, a solução tem a forma
{\displaystyle G(x,\eta )={-1 \over 4\pi ||x-\eta ||}.}
A terceira identidade de Green diz que se {\displaystyle \psi } é uma função duas vezes continuamente diferenciável em {\displaystyle U}, então
{\displaystyle \int _{U}[G(y,\eta )\Delta \psi (y)]dVy-\psi (\eta )=\oint _{\partial U}[G(y,\eta ){\partial \psi  \over \partial n}(y)-\psi (y){\partial G(y,\eta ) \over \partial n}]dSy.}
A simplificação surge se {\displaystyle \psi }for uma função harmônica. Então {\displaystyle \nabla ^{2}\psi =0}e a identidade é simplificada para
{\displaystyle \psi (\eta )=\oint _{\partial U}[\psi (y){\partial G(y,\eta ) \over \partial n}-G(y,\eta ){\partial \psi  \over \partial n}(y)]dSy.}
O segundo termo na integral acima pode ser eliminado se G é escolhido para ser a função de Green para o limite da região {\displaystyle U} onde o problema é colocado, 
{\displaystyle \psi (\eta )=\oint _{\partial U}\psi (y){\partial G(y,\eta ) \over \partial n}dS.}
Essa forma é usada para construir soluções de problemas de contorno de Dirichlet. Para achar soluções para os problemas de contorno de Neumann, a função de Green com desaparecimento do gradiente normal nos limites é usada.
É possível verificar que a identidade acima também se aplica quando {\displaystyle \psi }é a solução para a equação de Helmholtz ou equação de onda e {\displaystyle G}é a função de Green apropriada. Nesse contexto, a identidade é matematicamente expressa como o princípio de Huygens. 

1. ↑  «Green's identities»